# 18시부터 내 것
《18시부터 내 것》(18時から僕のもの)은 노토야마 케이코가 그린 일본의 만화이다.

쇼가쿠칸의 만화잡지인 챠오 디럭스의 2022년 3월호부터 연재를 시작하였다.

## 줄거리
중학교 2학년생 여자아이인 카즈키는 어머니를 잃고 막대한 유산을 상속받아 홀로 지내고 있다.

어느 날, 돈으로 외로움을 메꾸던 도중 거리에서 동갑내기 남자아이인 사치가 말을 걸어오고 그에게 헌팅을 당한다.

사치와 저녁 식사 시간을 함께 보낸 카즈키는 그에게 1회당 1만엔을 줄 테니 저녁 식사를 함께 했으면 좋겠다며 매일 18시에 역의 시계 앞에서 만나자고 부탁하는데…